# Aki Uchiyama
Aki Uchiyama (内山 亜紀, 29 de fevereiro de 1952) é um artista de mangá japonês .
Nasceu no bairro Itabashi, Tóquio. Houve um tempo em que ele publicou trabalhos com seu nome verdadeiro, Masayuki Noguchi. Ele é conhecido por desenhar mangás lolicon.

## Carreira
Depois de se formar no Instituto de Design de Tóquio , ele trabalhou em uma empresa e depois fez sua estreia como mangaká com a obra "Kaijin Toshima-ku Sugamo ni no Nijuhachi'' (sob o nome de Masayuki Noguchi), que foi publicado em a edição de junho de 1977 da revista Manpa. Inicialmente, seus trabalhos refletiam a influência do estilo de Hideo Azuma, mas após uma segunda estreia em uma revista de mangá de baixo prestígio, começou a criar mangás adultos com um estilo mais convencional de dramatização ao estilo gekigá. Eventualmente, ele começou a desenhar mangás lolicon sob o pseudônimo Aki Uchiyama e ganhou popularidade, mas ele só os desenhou porque havia uma grande demanda desse tipo de obra, já que no início o autor nem conhecia a palavra ou o gênero lolicon.  Começou a desenhar frequentemente por volta de 1979, quando publicava seus trabalhos em revistas como a "Monthly OUT" e "Monthly Peke'' da editora Minori Shobo. Ao início da década de 1980, tornou-se o mangaká lolicon número um em vendas, e chegou a ostentar uma produção mensal de 160 páginas de suas obras. 

## Estilo
No auge do boom do lolicon que aconteceu no inicio dos anos 80, ele desenhava o mangá "Andoro Torio"  serializado na revista "Weekly Shonen Champion". Por outro lado, a revista de mangás bishoujo "Lemon People'' serializava uma paródia desse mesmo mangá. Muitas das obras desta época, incluindo estas duas obras, apresentam uma jovem com idades entre os 7 e os 10 anos, chamada Tsukasa, que era molestada por um homem adulto próximo dela, muitas delas apresentando diversos fetiches. Em algumas das obras, a própria personagem aparece como uma jovem lolicon, e há algumas obras onde ela se envolve nos atos.
Ele trabalhou nos designs iniciais dos personagens da série de anime de 1984, “ The Super Dimension Knights Southern Cross ”, mas acabou sendo descartada. Desde década de 90, trabalhos centrados em meninas adolescentes têm sido o tema principal.

## Lista de trabalhos

### Sob o nome Masayuki Noguchi
- Tsurai ze Juri (1981, original, Yamasaki Juzo, Weekly Manga Action Series, 1 volume)

### Sob o nome Aki Uchiyama
- Aishino Yōsei (1980, Kubo Shoten)
- Yumemiru Yōsei (1981, Kubo Shoten)
- Ribon to Yōsei (1981, Kubo Shoten)
- Shōjo Ningyō (1981, Kubo Shoten)
- Kimamana Yōsei (1982, Kubo Shoten)
- Lolicon Party (1982, Kubo Shoten)
- Andoro Torio (1982, série na Weekly Shonen Champion, 4 volumes)
- Lolita Play (1982, Kosai Shobo)
- Lolicon Rock (1982, Lemonsha)
- Lolicon Ai (1982, Kubo Shoten)
- Pretty Tenshi (1982, Tokyo Sanseisha)
- Koisuru Yōsei (1983, Kubo Shoten)
- Obyōki Shōjo (1983, Issuisha)
- Paper Midnight (1983, Tokyo Sanseisha)
- Tsukasa no Himitsu (1983, Editora Tatsumi)
- Shabondama Holiday (1983, Kubo Shoten)
- Tsukasa no Aoi Taiken (1983, Tatsumi Publishing)
- Jump Shoujo (1984, Issuisha)
- Lovely Tenshi (1984, Tóquio Sanseisha)
- Nyan Nyan Princess (1984, Kubo Shoten)
- Kyoko no Soft Cream (1984, Tatsumi Publishing)
- Lolicon ABC (1984, Kubo Shoten)
- Ankoro Trio (1984, Kubo Shoten)
- Lolicon Land (1984, Sun Publishing)
- Lolicon Yuki Shock (1985, Tatsumi Publishing)
- Aki Fantasy (1985, Bibliotecário)
- Princess Pinneapple (1991, Kubo Shoten)
- Joshi Chū Gakusei (1992, Kubo Shoten)
- AV Angel (1993, Kubo Shoten)
- Bishojo Gourmet Club (1993, Kubo Shoten)
- Brucella Hakusho (1994, Kubo Shoten)
- Bishojo Doctor (1994, Kubo Shoten)
- Bishojo NattadeCoko (1994, Kubo Shoten)
- Yaoi-chan Yellow Card (1994, Kubo Shoten)
- Bishojo Yumeyume Nikki Yellow Card (1994, Kubo Shoten)
- Loli Loli Kairaku-en (1997, Schubert Publishing)
- Abunai Child (1997, Schubert Publishing)
- H Bishoujo Company (1998, Kubo Shoten)
- BABY MIX (1999, Schubert Publishing)
- Shōjo-gumi Sayaka (2001, Kubo Shoten)
- Ecchi Kumachi Hiro (2002, Kubo Shoten)

### Livros de Jogos
- Lolita Hunting Nantatta Pink Tomato (1986, Tokyo Sansei Publishing)

## Jogos

### Famicom
- Aki to Tsukasa no Fushigi no Kabe (1988)

Um jogo adulto do Famicom. Uchiyama é responsável pelas ilustrações da capa e pelo CG original do jogo. Também é famoso por ser um jogo adulto não aprovado pela Nintendo.
- Bishōjo Sexy Derby
- Bishōjo Sexy Slot
- Bishōjo Sexy Puzzle

### PC-8801
- Uchiyama Aki no Chō Bangai Seifuku Zukan Purasu
- SEXY VOICE・Fushigi no Kabe
- Tōkyō Joshi Kō Seifuku o Nuida Zukan Part 1
- Tōkyō Joshi Kō Seifuku o Nuida Zukan Part 2
- Tōkyō Joshi Kō Seifuku o Nuida Zukan Part 3
- Uchiyama Aki no SEXY VOICE SERIES Daten-shi KYOUKO
- Uchiyama Aki no SEXY VOICE SERIES Bisshōjo NORIKO
- Uchiyama Aki no SEXY VOICE SERIES Makenshi KUMIKO
- Arisu-tachi no Gogo 1
- Arisu-tachi no Gogo 2